# Illahee
Illahee az Amerikai Egyesült Államok északnyugati részén, Washington állam Kitsap megyéjében elhelyezkedő önkormányzat nélküli település.
A település neve chinook nyelven földet jelent. A 33 hektár területű Illahee-i Állami Parkot 1934-ben alapították.

## Fordítás
Ez a szócikk részben vagy egészben  az   Illahee, Washington című angol Wikipédia-szócikk ezen változatának fordításán alapul.  Az eredeti cikk szerkesztőit annak laptörténete sorolja fel. Ez a jelzés csupán a megfogalmazás eredetét és a szerzői jogokat jelzi, nem szolgál a cikkben szereplő információk forrásmegjelöléseként.